# 3213 Smolensk
3213 Smolensk (1977 NQ) is an tiểu hành tinh vành đai chính được N. Chernykh phát hiện vào ngày 14 tháng 7, năm 1977 tại Nauchnyj.